# Tapul
Tapul est une localité de la province de Sulu, aux Philippines. En 2015, elle compte 18 197 habitants.